# Viola matczkasensis
Viola matczkasensis är en violväxtart. Viola matczkasensis ingår i släktet violer, och familjen violväxter.

## Underarter
Arten delas in i följande underarter:
- V. m. matczkasensis
- V. m. saburensis